# فريدريك ماريات
فريدريك ماريات (بالإنجليزية: Frederick Marryat)‏ هو قائد عسكري بحري وروائي بريطاني ولد في يوم 10 يوليو 1792 في ويستمنستر في لندن. خدم في البحرية البريطانية أثناء حرب 1812 وعاد إلى بريطانيا في سنة 1815 وخدم في الحرب النابليونية. بدأ بعد ذلك بالاهتمام بالعلوم وثم بدأ بتأليف الروايات مثل رواية مستر ميدشيبمان إيزي ورواية أبناء الغابة الجديدة. توفي في يوم 9 أغسطس 1848 في قرية لانغهام.